# AirDrop

Logo van AirDrop.

AirDrop is een functie van Apple waarmee gebruikers bestanden kunnen versturen en ontvangen tussen Mac-computers en iOS-apparaten via een draadloos ad-hocnetwerk.
Het werd geïntroduceerd op 20 juli 2011 en kwam beschikbaar in iOS 7 en OS X 10.7 (Lion).

## Mogelijkheden
Met AirDrop is het mogelijk om via draadloze communicatie tussen een Mac-computer en een iOS-apparaat of onderling tussen beide Mac- of iOS-apparaten bestanden te versturen en ontvangen.
Men kan niet alleen foto's versturen, vrijwel alles dat kan worden gedeeld, zoals notities, bladwijzers, spraakberichten, locaties, afspeellijsten en bestanden, kunnen worden overgedragen via AirDrop. De noodzaak om dergelijke bestanden via e-mail of een andere dienst uit te wisselen vervalt hiermee.
Vanaf OS X 10.10 (Yosemite) en iOS 8 werkt AirDrop ook tussen Mac-computers en iOS-apparaten.

## Technische gegevens
Een configuratie van het iOS-apparaat is niet vereist. Een Wi-Fi-verbinding is nodig en zal andere apparaten in de buurt herkennen binnen een straal van 9 meter. De daadwerkelijke overdracht vindt plaats via het bluetooth-protocol.
Binnen een meter zal AirDrop een overdrachtssnelheid behalen van circa 12 tot 15 megabyte per seconde, bij grotere afstanden neemt de snelheid snel af. Zo zal bij een afstand van 2 meter nog slechts een snelheid van 3,7 MB/s worden gehaald. Apple heeft geen details vrijgegeven over de maximale bestandsgrootte voor AirDrop.
De verbinding met het gemeenschappelijke ad-hocnetwerk vindt plaats zonder invoer van een wachtwoord. Zowel de zender als de ontvanger moeten elke overdracht bevestigen. Men kan een apparaat zichtbaar maken alleen voor contacten of voor iedereen.
Om gebruik te kunnen maken van de functie moeten beide apparaten van Apple zijn.

## Systeemvereisten
Om AirDrop te gebruiken tussen twee apparaten worden enkele vereisten gesteld aan zowel de software als de ondersteunde hardware.

### Overdracht tussen twee iOS-apparaten
Het apparaat moet draaien op iOS 7 of nieuwer.
- iPhone 5 of nieuwer
- iPad (vierde generatie) of nieuwer
- iPad Air, alle modellen
- iPad Pro, alle modellen
- iPad mini, alle modellen
- iPod Touch (vijfde generatie) of nieuwer

### Overdracht tussen twee Mac-computers
Het apparaat moet draaien op OS X 10.7 (Lion) of nieuwer.
- MacBook Pro, eind 2008 of nieuwer (uitgezonderd 17-inch-model van eind 2008)
- MacBook Air, eind 2010 of nieuwer
- Aluminum MacBook, eind 2008
- MacBook, begin 2009 of nieuwer
- iMac, begin 2009 of nieuwer
- Mac mini, midden 2010 of nieuwer
- Mac Pro, begin 2009 met AirPort Extreme-kaart

### Overdracht tussen een Mac en iOS-apparaat
De apparaten moeten draaien op OS X 10.10 (Yosemite) en iOS 8 of nieuwer.
- MacBook Air, midden 2012 of nieuwer
- MacBook (retina), alle modellen
- MacBook Pro, midden 2012 of nieuwer
- iMac, eind 2012 of nieuwer
- iMac Pro, alle modellen
- Mac mini, eind 2012 of nieuwer
- Mac Pro, eind 2013 of nieuwer

Wi-Fi en bluetooth moet zijn ingeschakeld voor beide apparaten en deze hoeven niet noodzakelijk te zijn verbonden met hetzelfde draadloze netwerk.